# またね…のキセツ
「またね…のキセツ」（またねのキセツ）は、イナズマオールスターズのシングル。2011年2月16日にFRAMEから発売された。

## 概要
表題曲「またね…のキセツ」は、テレビ東京系列テレビアニメ『イナズマイレブン』の第113話から第127話までのエンディングテーマとなっており、イナズマイレブンのオープニングテーマソングを歌うT-Pistonz+KMCのトン・ニーノとKMCによる初の提供曲でもある。
イナズマオールスターズはイナズマイレブンに登場するキャラクター、円堂守(cv.竹内順子)、豪炎寺修也(cv.野島裕史)、鬼道有人(cv.吉野裕行)、風丸一郎太(cv.西墻由香)、吹雪士郎(cv.宮野真守)によるこの曲のためだけに結成されたユニット。
カップリング曲の「最強で最高」は、T-Pistonz+KMCが歌った『劇場版イナズマイレブン 最強軍団オーガ襲来』の主題歌をイナズマオールスターズver.にアレンジし、カバーしたものである。

### 主な記録
2011年2月28日付の週間シングルチャートで9位を獲得。初動売上は1.2万枚を記録した。デイリーチャートでは2011年2月18日付のチャートで5位を獲得した。
2011年2月28日付のBillboard Hot 100で42位、Billboard Hot Singles Salesで8位、Billboard Hot Animationで3位を獲得した。

## 批評
CDジャーナルは、「詞は青春がテーマであり、メロディはセンチメンタルでハネたリズム。『さよなら、またね!』という真っ直ぐなフレーズに胸が熱くなる。」と批評した。

## 収録曲
（全作詞・作曲：山崎徹&KMC）
1. またね…のキセツ [4:47]
  - テレビ東京系アニメ『イナズマイレブン』エンディングテーマ
2. 最強で最高 [4:18]
3. またね…のキセツ（オリジナル・カラオケ）
4. 最強で最高（オリジナル・カラオケ）

## DVD（初回限定盤）
1. 「またね…のキセツ」アニメエンディングVer.
2. 「またね…のキセツ」イナズマイレブン ファン感謝祭ライブVer.
3. 竹内順子（円堂 守：声優）スペシャルインタビュー
4. イナズマイレブン3 世界への挑戦!! ジ・オーガ プロモーションビデオ
5. イナズマイレブン ストライカーズ プロモーションビデオ
6. イナズマイレブン3 世界への挑戦!! ジ・オーガ誕生編 CM
7. イナズマイレブン3 世界への挑戦!! 3本の違い編 CM
8. イナズマイレブン3 世界への挑戦!! 最強の敵を倒せ編 CM
9. イナズマイレブンTCG 世界への挑戦編 拡張パック第５弾　CM
10. イナズマイレブンDVD告知 CM